# Trichorhina triocellata
Trichorhina triocellata là một loài chân đều trong họ Platyarthridae. Loài này được Ferrara & Taiti miêu tả khoa học năm 1985.